# Oaklawn-Sunview
Oaklawn-Sunview és una concentració de població designada pel cens dels Estats Units a l'estat de Kansas. Segons el cens del 2000 tenia 3.135 habitants.

## Demografia
Segons el cens del 2000, Oaklawn-Sunview tenia 3.135 habitants, 1.056 habitatges, i 785 famílies. La densitat de població era de 2.241,5 habitants/km².
Dels 1.056 habitatges en un 44,1% hi vivien nens de menys de 18 anys, en un 49,1% hi vivien parelles casades, en un 17% dones solteres, i en un 25,6% no eren unitats familiars. En el 20,3% dels habitatges hi vivien persones soles el 4,9% de les quals corresponia a persones de 65 anys o més que vivien soles. El nombre mitjà de persones vivint en cada habitatge era de 2,97 i el nombre mitjà de persones que vivien en cada família era de 3,47.
Per edats la població es repartia de la següent manera: un 35,1% tenia menys de 18 anys, un 10,9% entre 18 i 24, un 30,6% entre 25 i 44, un 16,7% de 45 a 60 i un 6,7% 65 anys o més.
L'edat mediana era de 27 anys. Per cada 100 dones de 18 o més anys hi havia 100,2 homes.
La renda mediana per habitatge era de 34.292 $ i la renda mediana per família de 35.978 $. Els homes tenien una renda mediana de 30.956 $ mentre que les dones 20.172 $. La renda per capita de la població era de 12.564 $. Entorn del 16,2% de les famílies i el 18,3% de la població estaven per davall del llindar de pobresa.

## Poblacions més properes
El següent diagrama mostra les poblacions més properes.